# Mono-basket
Le mono-basket est la pratique du basket-ball à monocycle. Âgé de plus de 40 ans, ce sport compte des pratiquants dans de nombreux pays, qui se rencontrent dans des compétitions nationales ainsi qu’aux Unicon, les championnats du monde de monocycle.

## Historique
Charles King fut probablement l'un des pionniers de cette activité.
Fasciné par le monocycle depuis son enfance, M. Jerry King en acheta un pour son fils. Rapidement, les enfants du quartier apprennent eux aussi à en faire, et M. Jerry King leur achète à chacun un monocycle. Pour la fête d'anniversaire des 12 ans de Charlie, sur un terrain de jeu du Bronx, quelqu’un attrape un ballon de basket-ball et donne une grande idée à Jerry King.
Très vite il forme un groupe de monocyclistes joueurs de basket-ball, la King Charles Troupe (en), qui voyagent partout dans le monde et font leurs propres spectacles dans de nombreux cirques autour du monde. Notamment au Ringling Bros. and Barnum & Bailey Circus, dans les années 1970.
Il est difficile de situer exactement l’apparition du mono-basket, cependant, ce sport a fait partie des UNICON depuis leur première édition, en 1984.

## Matériel
La taille de roue favorite pour le monobasket est le 24 pouces, car elle permet d’allier vitesse et maniabilité. Il est officiellement interdit d’avoir une roue plus grande en compétition. L’utilisation d’une roue plus petite est autorisée, mais n’est pas conseillée puisqu’elle ne permet pas une aussi bonne pointe de vitesse. Toutefois, plusieurs arrières et la plupart des meneurs utilisent une roue de 20 pouces pour gagner en explosivité et maniabilité.
La plupart des joueurs de basket-ball utilisent des manivelles courtes (en 90 et 125 mm) afin d’avoir la plus haute vitesse de pointe possible.
L’utilisation de pédales plastiques est obligatoire, d’une part pour ne pas abîmer les terrains de jeu (souvent en parquet) d’autre part pour éviter de blesser d’autres joueurs, lors d’une chute par exemple. Pour les mêmes raisons de sécurité, les joueurs ne doivent pas porter de montre ou bijoux solides à leurs poignets. Dans la plupart des gymnases, l'utilisation de pneus blanc ou non-marquants est obligatoire pour éviter de laisser des marques sur le sol.

## Règles
Dans les compétitions de la Fédération internationale de monocycle (International Unicycling Federation : IUF), le mono-basket se pratique selon les règles du basket-ball FIBA, avec quelques petits changements. Voici une liste d’exceptions et de variations qui adaptent le basket-ball à pied au basket-ball à monocycle.
Les règles internationales du basket-ball auxquelles s’ajoutent ces exceptions forment les règles utilisées pour les Unicon.

### Joueur Hors-jeu
Un joueur n’étant pas sur son monocycle est considéré hors-jeu, il n'a ni le droit de toucher la balle, ni de gêner un autre joueur.

### Remise en jeu
Le joueur qui fait la remise en jeu doit être sur son monocycle.

### Marcher
- Le "marcher" devient un "rouler" dans la pratique du mono-basket. Les pas sont remplacés par des demi-tours de roue.
- Le dribble doit donc être lanceé avant la fin du premier tour de roue lors du démarrage.
- Un joueur qui reçoit la balle en mouvement peut faire 2 demi-tours de roue avant de dribbler ou de lancer le ballon. (adaptation du pas zéro)
- Après avoir arrêter son dribble, le joueur peut effectuer un tour et demi de roue avant le tir ou la passe.

### Dribble
- Un joueur qui cesse de dribbler et est défendu par un adversaire ne peut  garder la balle que 5 secondes dans les mains avant de la lancer.
- Un joueur qui reçoit la balle en mouvement peut faire 2 demi-tours de roue avant de dribbler ou de lancer le ballon.
- Un joueur ne doit pas faire un second dribble s’il a arrêté la balle après un dribble, à moins que le ballon, alors hors de contrôle du joueur, ait touché un autre joueur, le panier ou le monocycle d'un autre joueur, ou qu’il n’ait été écarté du joueur par un adversaire.

### Contact du ballon avec un monocycle
Le contact du ballon avec un monocycle à terre est considéré comme un jeu au sol, la balle est donnée sur le côté par l'arbitre à l'équipe adverse. Si le ballon entre en contact avec un monocycle en action, le jeu continue.

### Règle des 3 secondes
La règle des 3 secondes (empêchant un attaquant de rester plus de 3 secondes dans la raquette adverse), passe ici à 4 secondes.

## Championnats et rencontres
Il existe de nombreux championnats de monocycle nationaux, incluant un tournoi de mono-basket (par exemple la Coupe de France de Monocycle) ainsi qu’une compétition internationale, les Unicon (Championnat du Monde) et les ECU (championnat d'Europe) comportant elles aussi un tournoi de mono-basket.
Au début des championnats du monde de monocycle (Unicon), l’équipe porto-ricaine des “Puerto Rico All Stars” était inarrêtable. Petit à petit, l’équipe Française des “Woom” est arrivée et cette équipe s'est imposée en 2010 et à tenu son titre de champion du monde jusqu’en 2022. Ce titre sera remis en jeu lors des prochains championnats du monde durant l’été 2024 au Minnesota.
En France, depuis 2010, une ligue (Ligue de Mono Basket - LMB) a été créée autour de l'organisation de tournois réguliers.

### Palmarès des Unicon
Unicon I – 1984
Syracuse, New York (États-Unis)

Vainqueurs: Coneheads

Unicon II – 1986
Uniondale, new York (États-Unis)

Vainqueurs: Puerto Rico All Stars

Unicon III – 1987
Tokyo (Japon)

Vainqueurs: Puerto Rico All Stars

Unicon IV – 1988
Aquadilla (Porto Rico)

Vainqueurs: Puerto Rico All Stars

Unicon V – 1991
Hull, Québec (Canada)

Vainqueurs: Puerto Rico All Stars

Unicon VI – 1992
Québec, Québec (Canada)

Vainqueurs: Puerto Rico All Stars (face à l'équipe locale québécoise)

Unicon VII – 1994
Minneapolis, Minnesota (États-Unis)

Vainqueurs: Équipe québécoise
Les joueurs étaient: Guillaume St-Pierre (Défense)
Normand Beaumont (Avant centre)
Éric et Denis

Unicon VIII – 1996
Guildford (Royaume-Uni)

Vainqueurs: Semcycle Team (face aux Casse-Rayons)
Unicon IX – 1998
Bottrop (Allemagne)

Vainqueurs: Semcycle Team

Unicon X – 2000
Pekin (Chine)

Vainqueurs: Puerto Rico All Stars (face à la Semcycle Team)

Unicon XI – 2002
North Bend, Washington (États-Unis)

Vainqueurs: Puerto Rico All Stars (face à la Semcycle Team)

Unicon XII – 2004
Tokyo (Japon)

Vainqueurs: Puerto Rico All Stars

Unicon XIII – 2006
Lagenthal (Suisse)

Vainqueurs: Swiss Power Team (face aux Puerto Rico All Stars)

Unicon XIV – 2008
Copenhague (Danemark)

Vainqueurs: Puerto Rico All Stars (face aux Woom)

Unicon XV – 2010
Wellington (Nouvelle-Zélande)

Vainqueurs: Woom, équipe de Villeurbanne (face à Berkeley Revolution)
Unicon XVI – 2012
Brixen (Italie)

Vainqueurs: Woom, équipe de Villeurbanne (face à l'AOC carré)
Unicon XVII – 2014
Montreal (Canada)

Vainqueurs: Woom, équipe de Villeurbanne(face aux Cycl'as)
Unicon XVIII – 2016
San Sebastian (Espagne)

Vainqueurs: Woom, équipe de Villeurbanne(face au SLO Ballerz)
Unicon XIX – 2018
Séoul (Corée Du Sud)

Vainqueurs: Woom, équipe de Villeurbanne (face aux Cycl'as)
Unicon XX – 2022
Grenoble (France)

Vainqueurs: Woom, équipe de Villeurbanne (face aux Cycl'as)

Unicon XXI – 2024 Bemidji (États-Unis ) 
Vainqueurs: Cycl'As, équipe de Geneve (face aux Anim'A Fond-Troub)

### Palmarès Ligue de Mono-basket Française (LMB)
LMB 2013-2014
Vainqueurs: Woom (Villeurbanne)
Deuxième: AOC Rond (Nantes/Bordeaux/Orléans)
Troisième: Cycl'Ass (Genève/Cluses)
LMB 2014-2015
Vainqueurs: Woom (Villeurbanne)
Deuxième: AOC Rond (Nantes/Bordeaux/Orléans)
Troisième: Anim'A Fond (Ingré)
LMB 2015-2016
Vainqueurs: BAM (Saint Brevin)
Deuxième: Anim'A Fond (Ingré)
Troisième: Woom (Villeurbanne)
LMB 2016-2017
Vainqueurs: Woom (Villeurbanne)
Deuxième: Anim'A Fond (Ingré)
Troisième: Cycl'Ass (Genève/Cluses)
LMB 2017-2018
Vainqueurs: Woom (Villeurbanne)
Deuxième: Cycl'Ass (Genève/Cluses)
Troisième: Wheel Frites (Louvain-La-Neuve)
LMB 2018-2019
Vainqueurs: Woom (Villeurbanne)
Deuxièmes: Cycl'Ass (Genève/Cluses)
Troisième: Anim'A Fond (Ingré)
LMB 2019-2020
Vainqueurs: Anim'A Fond (Ingré)
Deuxièmes: Woom (Villeurbanne)
Troisième: RMS (Rennes)
LMB 2021-2022
Vainqueurs: Cycl'as (Genève/Cluses)
Deuxième: Woom (Villeurbanne)
Troisième: Les Troubadours (Brumath)
LMB 2022-2023
Vainqueurs: Cycl'as (Genève/Cluses)
Deuxième: Woom (Villeurbanne)
Troisième: Anim'A Fond (Ingré)